# San Pier d'Isonzo
San Pier d'Isonzo este o comună din provincia Gorizia, regiunea Friuli-Veneția Giulia, Italia, cu o populație de 1.969 locuitori (1 ianuarie 2023) și o suprafață de 9,03 km².

## Demografie
San Pier d'Isonzo - evoluția demografică

|  | Graficele sunt indisponibile din cauza unor probleme tehnice. Mai multe informații se găsesc la Phabricator și la wiki-ul MediaWiki. |

Date: Recensăminte sau birourile de statistică - grafică realizată de Wikipedia